# Auswaschversuch
Der Auswaschversuch ist eine Prüfmethode in der Baustoffkunde und dient zur Bestimmung des Gehaltes an abschlämmbaren Bestandteilen in Gesteinskörnungen für Mörtel oder Beton. Abschlämmbare Bestandteile bestehen aus Gesteinsmehl sowie tonigen und schluffigen Bestandteilen mit einer Korngröße < 0,063 mm. Deren Gehalt kann mit Hilfe einer herkömmlichen Siebanalyse nicht ausreichend genau bestimmt werden.

## Versuchsbeschreibung
Für den Versuch werden zwei gleich schwere und feuchte Proben verwendet. Eine der beiden Proben wird bei 105 °C getrocknet und anschließend die Trockenmasse {\displaystyle m_{1}}bestimmt. Die andere Probe wird 4 Stunden unter Wasser gelagert und daraufhin durch die Prüfsiebe 8 mm, 1 mm und 0,063 mm gewaschen. Der Versuch läuft so lange ab, bis das durchtretende Wasser vollkommen klar ist. Zur Bestimmung des Gehaltes an abschlämmbaren Bestandteilen werden die Rückstände der Siebe getrocknet und dann zur Trockenmasse {\displaystyle m_{2}} addiert. Mit Hilfe folgender Formel lässt sich der Gehalt berechnen:
{\displaystyle m_{a}={\frac {m_{1}-m_{2}}{m_{1}}}\cdot 100~\%}
| {\displaystyle m_{a}\quad } | = Gehalt an abschlämmbaren Bestandteilen in % |
| {\displaystyle m_{1}\quad } | = Trockenmasse Probe ohne Auswaschen in g     |
| {\displaystyle m_{2}\quad } | = Trockenmasse Probe mit Auswaschen in g      |

## Normen und Standards
- DIN 4226 – Gesteinskörnungen für Beton und Mörtel